# Digg
Digg és un lloc web en anglès on els usuaris registrats són qui envien notícies o històries (extretes de blocs o pàgines web) i amb els vots de la resta d'usuaris (registrats o no) trien quines arriben a eixir a la portada. Està en actiu des del 2004.

## Funcionament
Els lectors poden llegir els articles recomanats per uns altres en la secció digg all. Quan una història rep suficients vots (uns trenta o en un determinat interval de temps) es publica en portada. En cas contrari o si molts usuaris notifiquessin fallada, la història romandria a l'àrea digg all on podria eventualment ser esborrada.
Els articles són breus resums de pàgines amb enllaç cap a la història i presentats a la comunitat perquè la comentin. Tot el servei és gratis, encara que cal registrar-se per enviar, promocionar i comentar notícies.
Digg també permet la publicació d'històries en el blog dels usuaris, els mateixos diggegen un relat.
Fins a juliol de 2006 ja s'han registrat en Digg més de quatre-cents mil usuaris.
Originalment, les històries poden ser publicades en setze diferents categories que inclouen: Ofertes, Jocs, Enllaços, Mods, Música, Robots, Seguretat, Tecnologia, Apple, Disseny, Maquinari, Linux/Unix, Pel·lícules, Programació, Ciència i Programari. Una categoria aïllada i titulada com Digg News (Notícies Digg) està reservada perquè els administradors enviïn anuncis especials relacionats amb el lloc.
Amb el llançament de Digg 3.0 el 26 de juny de 2006 les categories han estat dividides en 6 contenidors: Tecnologia, Ciència, Món i Negocis, Videos, Entreteniment, Jocs, amb les seves subcategories. Per exemple, el contenidor de Tecnologia inclou les següents categories: Apple, Disseny, Gadgets, Maquinari, Notícies de la Indústria Tecnològica, Linux/Unix, Mods, Programació, Seguretat, Programari i Detalls Tècnics.

## Característiques del lloc

### Notificació de fallades
Per eliminar l'enviament de duplicats, spam o històries ofensives, Digg.com permet als usuaris proporcionar informació sobre les publicacions: quan una història ha estat reportada suficients vegades, el programari de Digg l'elimina automàticament de la llista.
Entre unes altres, les opcions de notificació de fallades per a les històries són: història duplicada, spam, tema incorrecte.

### Valoració de comentaris
El 4 de març de 2006, Digg va crear un sistema de comentaris basat en fils (threads) que permet respondre als comentaris sense haver de citar textos textualment, encara que únicament posseeix dos nivells de profunditat.
Els usuaris valoren els comentaris d'altres usuaris, la qual cosa permet ocultar comentaris rebutjables. Els comentaris estan sota un sistema digg igual que els articles. Els comentaris poden ser votats (dugg) fent-los més visibles, o soterrats (buried) ocultant-los fins al moment en què un usuari faci clic a l'enllaç mostrar comentari.

## Història
Digg va començar com un experiment al novembre del 2004 per Kevin Rose, Owen Byrne, Ron Gorodetzky, i Jay Adelson (qui és el CEO), tots fins al moment tenen un paper administratiu dins del lloc.
«Comencem treballant en un lloc de desenvolupament allà per octubre de 2004», diu Kevin Rose a Richard McManus de ZDNet «Comencem jugant amb la idea uns mesos abans d'això, però va anar a principis d'octubre quan comencem la creació del que arribaria a ser la versió beta de Digg. El lloc es va obrir a internet el 5 de desembre del 2004».
Si bé el domini de Digg està registrat sota el nom de Jerimiah Udy, ell no és un dels seus fundadors, però és molt amic de Kevin Rose. El domini va ser registrat amb aquell propietari perquè Rose no volia que altres sabessin que ell estava associat a Digg. Va voler un Digg que es pogués sostenir en peus per si solament i no arribés a ser una simple gaseta de missatges per a les seves coses personals.
L'amic de Kevin Rose, David Prager (The Screen Savers, This Week in Tech) des d'un principi va voler anomenar Diggnation al lloc, però Kevin va preferir un nom més simple: Digg perquè els usuaris estaven autoritzats a 'diggejar' (de l'anglès dig: cavar) històries alienes a les recentment enviades i aixecar-les fins a la pàgina principal. El lloc va ser anomenat Digg, també, perquè el domini dig.com va ser prèviament registrat per la companyia Walt Disney.
Diggnation va anar eventualment usada com a títol del podcast setmanal de Kevin Rose i Alex Albrecht. (vegeu Podcast)
El disseny original va ser creat per Dan Rice. Al principi no tenia publicitat inclosa, però com Digg va arribar a ser més popular, Google AdSense va ser agregat per generar aranzels. El lloc va ser actualitzat al juliol del 2005 a la versió 2.0. Les noves característiques de Digg van ser una llista d'amics, l'habilitat de Diggejar unes història sense ser redireccionat a una pàgina del tipus Publicació acabada satisfactòriament, i la nova interfície dissenyada per Daniel Burka, de la dissenyadora de pàgines web Silverorange. Després de creada, alguns usuaris es van queixar de la seva complexitat en relació amb l'anterior disseny de Digg, etc. El grup de desenvolupadors va assegurar que en les versions futures probablement serà implementat un disseny més simplificat. Un dilluns 26 de juny de 2006, es va llançar la v3.0 de Digg amb categories específiques per a Ciència, Tecnologia, Món i Negocis, Videos, Entreteniment i Jocs així com una secció de Veure totes on s'unien totes les categories en una sola.
Digg ha crescut enormement gràcies als enviaments que algunes vegades creen un sobtat eixam de tràfic al lloc de diggeig (redacció de temes). Això és conegut per alguns usuaris com efecte Digg i per uns altres quants com que el lloc ha estat diggejat fins a morir (dugg to death). No obstant això, en la majoria dels casos les històries són enllaçades en molts dels llocs de bookmarking al mateix temps, per exemple, una història pot ser vinculada simultàniament a Fark.com, Boingboing.net i Slashdot.org. En alguns casos, l'impacte de l'efecte digg és difícil d'avaluar.

### Cronologia
- 2004 - desembre: Digg.com apareix a la web.
- 2005 - juliol: Digg es mostra amb un nou disseny en la versió 2.0.
- 2005 - octubre: Digg rep $2.8 milions per iniciativa de grups i inversors per finançar el seu continu creixement.[3]
- 2005 - novembre: Digg.com sobrepassa la marca dels 100.000 usuaris registrats.
- 2005 - desembre: Digg Spy és incorporat i optimitzat a Digg Spy v2.0 amb noves característiques que inclouen un nivell viu i dinàmic de cerques darrere-de-càmeres en els enviaments d'històries, diggeigs, comentaris enviats i coses per l'estil. La barra de navegació a la dreta també va rebre un nou disseny.
- 2006 - febrer: Digg és enllistat en Alexa  Arxivat 2007-11-03 a Wayback Machine. com un dels 500 llocs més visitats en Internet.
- 2006 - març: L'Equip Digg va llançar un nou sistema de comentaris basat en fils per als usuaris. Sobrepassa els 200.000 usuaris registrats.
- 2006 - abril: Supera al rival, Slashdot, i entra al top 100 dels llocs en internet del rànquing de Alexa.
- 2006 - juny 26: Digg roman fora de servei per l'actualització cap a la versió 3.0 a les 12:14 UTC. L'actualització va ser completada satisfactòriament a les 13:05 UTC.
- 2010 - agost: Es llança la versió 4.0 de Digg. Aquesta està plantejada per prioritzar els continguts esponsoritzats, per la qual cosa és extremadament impopular.
- 2012 - juliol: L'empresa betaworks compra Digg.[4] Les cerques realitzades per Google als llocs "digg", "slashdot" i "fark" llancen resultats fortament proporcionals als del rànquing d'Alexa.

## Guàrdia Online
Digg és freqüentment usat per incentivar usuaris d'internet al vigilantisme. En molts dels casos els membres han hagut de, presumiblement en actes de vigilantisme, col·lapsar llocs d'internet i negocis amb atacs DOS (de negació de servei) en resposta a històries publicades per certs usuaris. En són exemples:
- Quan un usuari va publicar una història sobre els moviments de negocis d'una tenda de càmeres en línia, alguns usuaris van respondre amb trucades telefòniques a la tenda i sabotejant al lloc, danyant la funcionalitat de la companyia. Molts usuaris van seguir amb aquesta activitat i van incloure comentaris[5] sobre com ser partícips en atacs d'aquesta índole.[6]

- Digg s'ha considerat un important generador de tràfic i interessos. El lloc web StolenSidekick va descriure com una noia va trobar en un taxi el cel·lular del creador de la pàgina i havia refusat retornar-lo. Després del post a Digg i en llocs com Slashdot, la noia va ser identificada i fustigada a la seva pàgina de MySpace i en la vida real.[7]

## Crítiques
Molts han expressat la seva inquietud sobre la creixent influència de Digg com una nova font. La confiança que els usuaris tenen cap al lloc per enviar històries i moderar la seva prominència ha estat criticada per falsos reflexos i informació errada i de redacció pobra.
- Informació imprecisa i sense verificar implica un nombre de diggs simplement per lectors interessats i potencialment té un efecte negatiu. Un bon exemple d'això és quan una història manada a la pàgina principal escrita aparentment per la companyia de videojocs Stardock buscava gent per piratejar un dels seus llançaments recents: Galactic Civilizations II[9] això va forçar a Stardock a publicar una refutació en el seu lloc web, la qual va acabar en la correcció de l'article de Digg per part de l'usuari en unes quantes hores; la correcció, no obstant això, es va caracteritzar per citar malament el nom del joc i del publicant..
- Usuaris i URLs específiques es poden enviar a una llista negra basada en les queixes d'altres usuaris o sota la petició de l'administrador, qui haurà de concloure què llocs o usuaris serien eliminats.[10]
- Encara que Digg és considerat com un lloc basat en el maneig d'usuaris amb un sistema d'edició sense jerarquies, hi ha hagut recents reclamacions d'intervenció per part d'editors per promocionar històries certes, deixant-lo als usuaris. Els mateixos editors acusats d'amagar aquests fets per mitjà de la censura d'històries que esmenten i banejant usuaris que les han publicat. El fundador Kevin Rose respon culpant a la promoció d'usuaris més que al staff. Una Exposé per tech blog Forever Greek ('per sempre grec')[11] va descobrir que el que en realitat va passar va ser l'òbvia intervenció dels editors per promoure o sepultar històries, eludint l'elecció d'usuaris.[12] Això també va implicar al mateix Kevin Rose per diggejar certes històries exactes en l'ordre exacte com els usuaris, per tant, fent-lo còmplice de la promoció. Una anàlisi estadística de diggs va mostrar que una mitjana de 7-8 usuaris diggejà altres històries dins dels primers 24 diggs per història que va fer la pàgina principal, i Kevin Rose diggejà el 28% d'aquestes històries en els primers 24 diggs. Les acusacions van ser enviades extensivament per Rose en una aparença en This Week in Tech.[13] Tant en aquell podcast com en el blog oficial de Digg, va especificar que els càrrecs es basaven en una coincidència (dues històries en les quals es va trobar a Rose com la 17° persona que diggejà,[14] i que tot va ocórrer després que els usuaris de Forever Greek fossin banejats automàticament per inflar els comptes digg de les seves històries.

- Això fa aparentar que els usuaris sovint diggejaran una història basada solament en l'encapçalat o propòsit del tòpic, i en alguns casos fins i tot sense llegir l'article; per exemple, un enviament saludant a The Pirate Bay, amb un text completament en suec.[15]
- El sistema de comentaris és vist sempre com un sistema predisposat des de publicacions que reben ja diggs negatius de tipus de lectors anònims, això sovint resolt en comentaris que no són ni crítiques o van una altra vegada a l'opinió prevalent en el lloc a ser bloquejat de la vista normal encara si no són considerats ofensius o de contingut pobre. Aquests comentaris, tanmateix, poden ser mostrats clicant en el botó Mostrar Comentari localitzat en la part superior de la cantonada del post; pot també canviar les seves preferències de vista de manera que els comentaris amagats siguin sempre visibles.

## Llocs web similars
- Menéame en castellà
- Yahoo! Buzz, la resposta de Yahoo!
- Topnuz
- NewsUP Arxivat 2019-01-28 a Wayback Machine.
- Chuza! (versió gallega)
- Wikio (versió francesa)
- Klaku (versió en esperanto)
- Slashdot
- Diggnation
- Web 2.0
- Reddit
- Kuro5hin
- Blog